# John Varley (pintor)

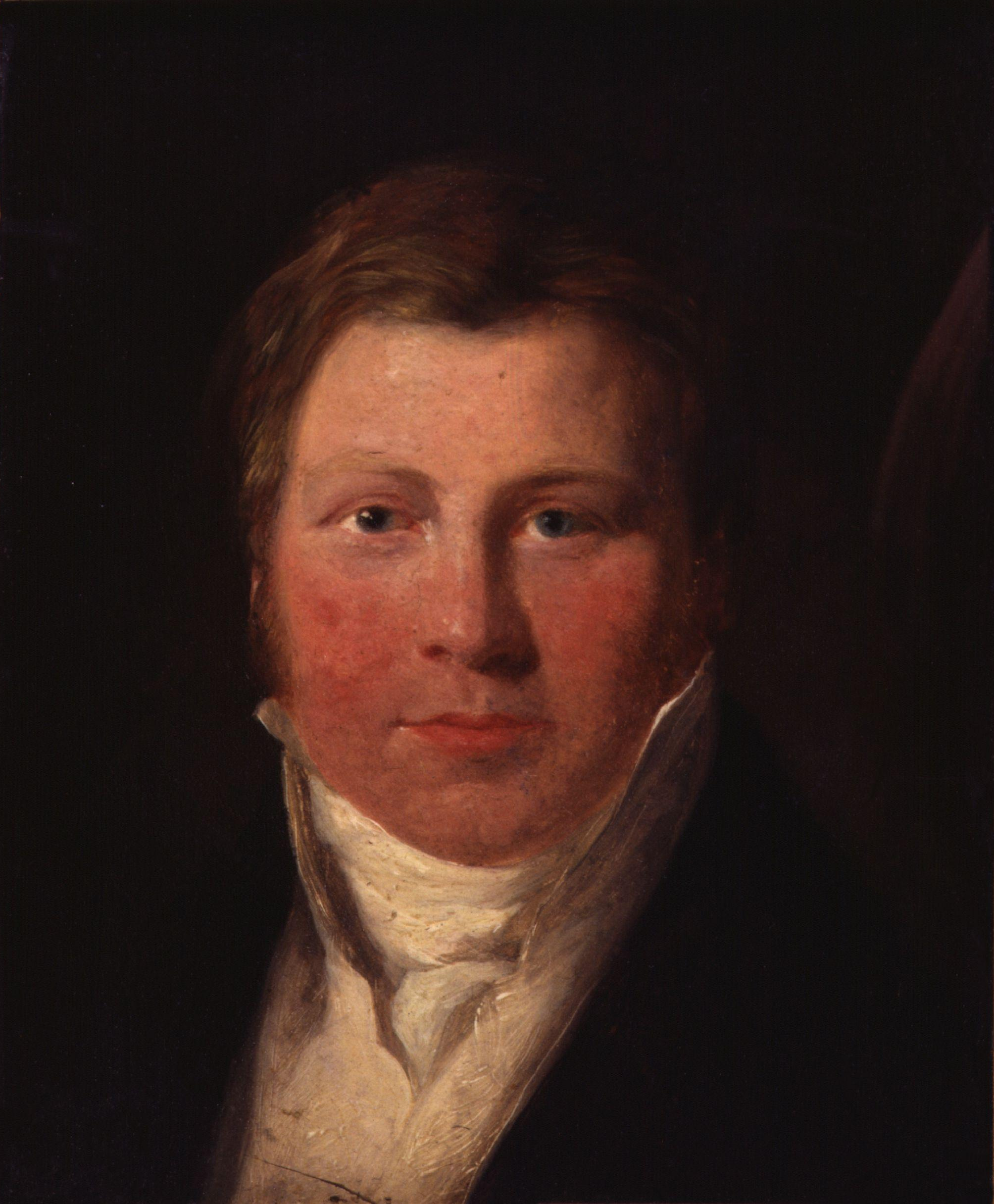
John Varley, William Mulready, 1814

John Varley (17 de Agosto de 1778 – 17 de Novembro de 1842), foi um pintor e astrólogo inglês, conhecido especialmente pela sua amizade com William Blake.
Colaboraram entre 1819 e 1820 no livro "Visionary Heads" (Chefes Visionários), escrito por Varley e ilustrado por Blake.
John Varleu era o irmão mais velho de Cornelius Varley.

## Biografia
John Varley nasceu na "Old Blue Post Tavern", em 17 de agosto de 1778. Seu pai, Richard Varley, nasceu em  Epworth em [ [Lincolnshire]], havia se estabelecido em Londres após a morte de sua primeira esposa em Yorkshire. Seus pais desencorajaram suas inclinações para a arte e colocaram-no sob um ourives.